# Мартфельд
Мартфельд (нем. Martfeld) — община в Германии, в земле Нижняя Саксония. Входит в состав района Дипхольц. Подчиняется управлению Брухгаузен-Фильзен. 
Население составляет 2775 человек (на 31 декабря 2010 года). Занимает площадь 35,06 км².

## Население
| Год  | Население, чел. |
| ---- | --------------- |
| 1990 | 2253            |
| 1995 | 2593            |
| 2000 | 2741            |
| 2005 | 2860            |
| 2010 | 2798            |